# Тайлер Клері
Тайлер Клері  (англ. Tyler Clary, 12 березня 1989) — американський плавець, олімпійський чемпіон.

## Виступи на Олімпіадах
| Олімпіада   | Дисципліна                        | Місце |
| ----------- | --------------------------------- | ----- |
| Лондон 2012 | плавання на 200 метрів на спині   | 1     |
| Лондон 2012 | плавання на 200 метрів, батерфляй | 5     |

## Зовнішні посилання
- Досьє на sport.references.com